# Аномальная жара в Европе (2022)
Аномальная жара в 2022 году в Европе — погодная аномалия в июне—июле 2022 года в Европе, характеризовавшаяся температурами выше среднего, волнами жары, а также количеством осадков ниже среднего (засуха). Затронула Южную, Западную и Центральную Европу, в том числе и такие страны как Испания, Португалия, Франция, Италия, Германия, Великобритания, балканские страны и другие. В июне на большей части территории Европы температура составляла +40 … +43 °C, были побиты сотни ежедневных и месячных температурных рекордов. Наиболее высокая температура была зарегистрирована 14 июля в Алижо в Португалии и составила +47 °C. Аномальная жара привела к лесным пожарам и тысячам смертей по всей Европе в целом.

## Причина аномалии

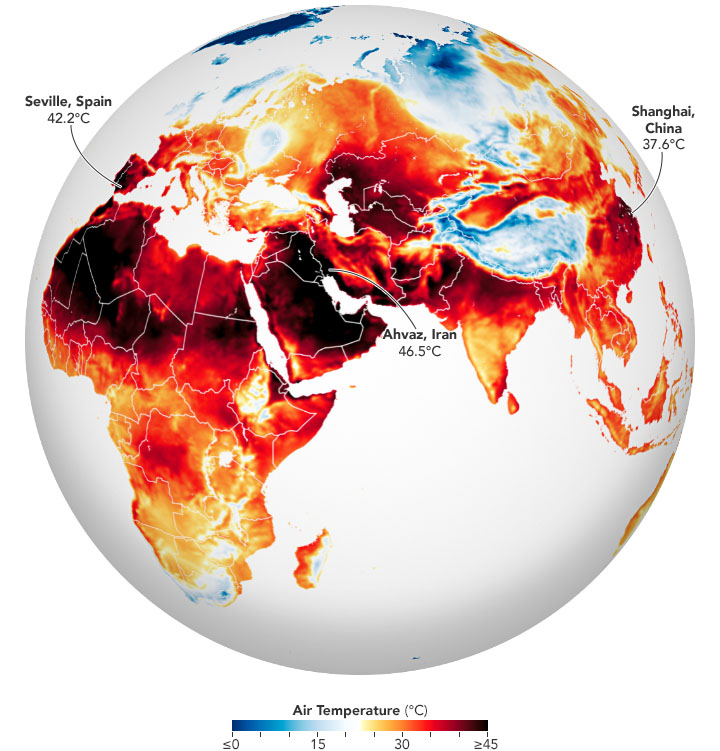
Температура воздуха 13 июля в Евразии и Африке

Волна жары в июне была вызвана взаимодействием между высоким давлением, создающим атмосферную стабильность, и штормом Алекс, а также воздушной массой, пришедшей из Северной Африки, которая попала на Пиренейский полуостров, загруженная взвешенной пылью (вызвавшей дымку в центре и на юге полуострова).
Климатологи связали экстремальную жару с воздействием изменения климата, а эксперты прогнозируют, что в результате изменения климата волны тепла в Европе будут происходить с нарастающей частотой.

## По странам

### Великобритания

#### Июнь
14 июня в связи с прогнозом Метеорологического бюро о высоких температурах Агентство по безопасности здравоохранения Великобритании (UKHSA) объявило предупреждения 2-го уровня («оповещение и готовность») в нескольких регионах в период с полуночи 16 июня до полуночи 18 июня. Такими регионами стали Лондон, Ист-Мидлендс, восток, юго-восток и юго-запад Англии.
15 июня UKHSA объявило предупреждения 3-го уровня («действие аномальной жары») для Лондона, Восточной и Юго-Восточной Англии, сохранив предупреждения 2-го уровня для Ист-Мидлендса и Юго-Западной Англии. Согласно прогнозам Метеорологического бюро, пик тепла наступит в пятницу, достигнув необходимого порога для рассмотрения периода сильной жары, прежде чем 18 июня температура значительно понизится.
17 июня температура в Лондоне достигла +32,7 °C в самый жаркий день июньской волны жары в стране.

#### Июль
В Лондоне 18 июля температура достигла отметки +40 °C и побила рекорд 2019 года.

### Германия
С 14 по 20 июня в Германии было зарегистрировано 1636 дополнительных смертей, чему, вероятно, способствовали высокие температуры, достигшие 39,2 °C. На следующей неделе избыточная смертность выросла ещё на 14 %.

### Испания

#### Июнь

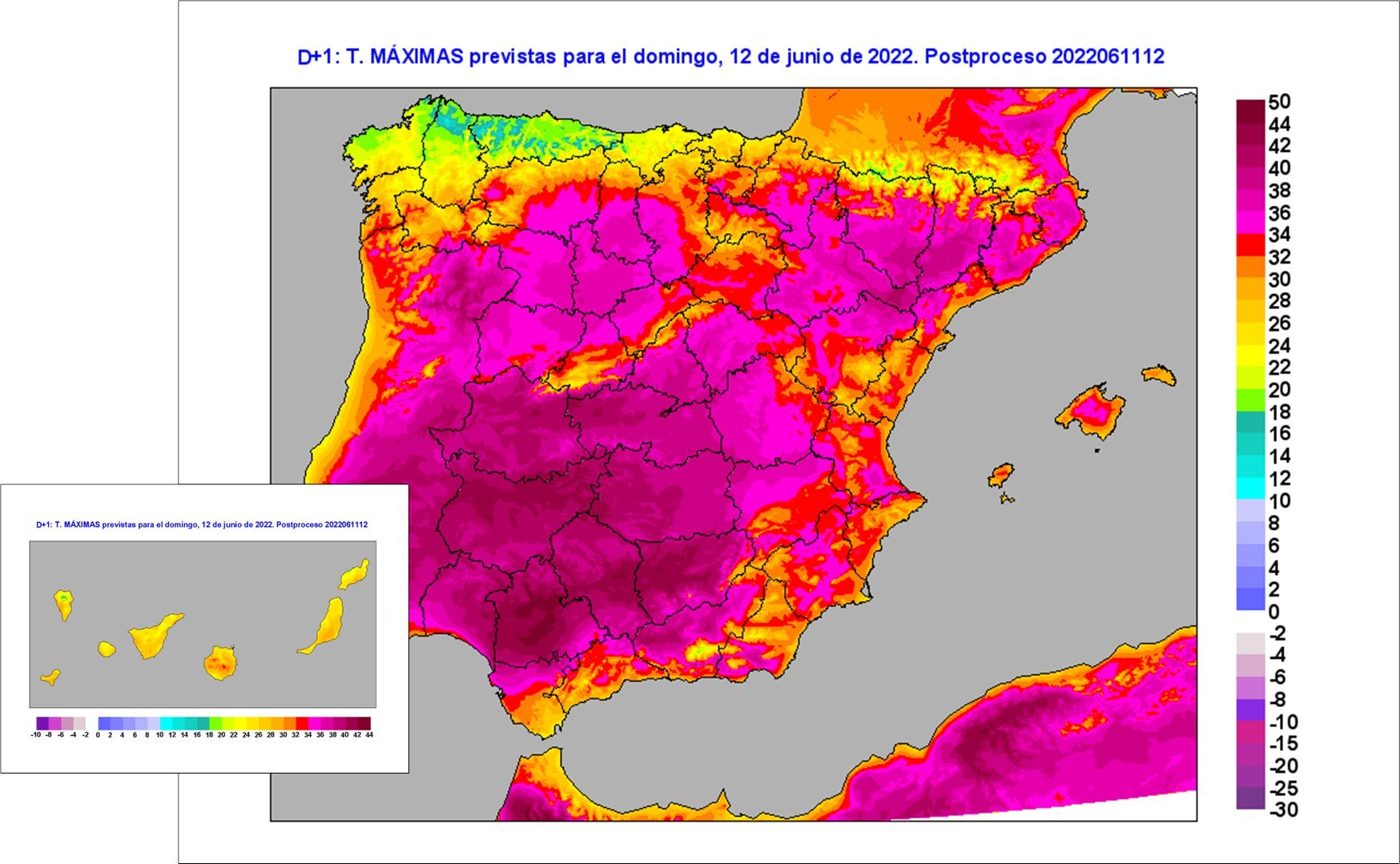
Сводка по максимальным температурам воздуха 12 июня на Пиренейском полуострове.

Специальное предупреждение из-за высоких температур было объявлено Государственным метеорологическим агентством (Agencia Estatal de Meteorología, AEMET) 10 июня, но лишь для 12 провинций и с жёлтым уровнем предупреждения в Арагоне, Кастилии-Ла-Манче, Каталонии, Эстремадуре и Мадриде, и оранжевым в Андалусии. На этом первом этапе необычная жара не затронула Канарские острова, Галисию, западное побережье Кантабрии и точки полуостровного побережья Средиземного моря. Первоначально AEMET прогнозировало, что волна жары продлится до среды, 15 июня, не исключая, что она может продолжаться до конца недели.
11 июня высокие температуры были уже зафиксированы на юго-западе полуострова, например, +41 °C в Севилье. Предупреждения также оставались активными для Арагона, Кастилии и Леона, Кастилии-Ла-Манчи, Каталонии и Мадрида на жёлтом уровне и на оранжевом уровне для Эстремадуры и Андалусии. Однако погодные условия не соответствовали официальным критериям для начала аномальной жары.
12 июня термометры зафиксировали температуру +43,2 °C в Альмадене (Сьюдад-Реаль), что является самым высоким значением в официальный день начала аномальной жары. Температуры выше +40 °C также были зарегистрированы на 47 станциях сети AEMET. Также агентство выпустило специальное уведомление № 3/2022 с информацией о явлении, его прогнозом и уведомило о начале национального плана профилактических действий по воздействию избыточных температур на здоровье с картой присвоения уровней.

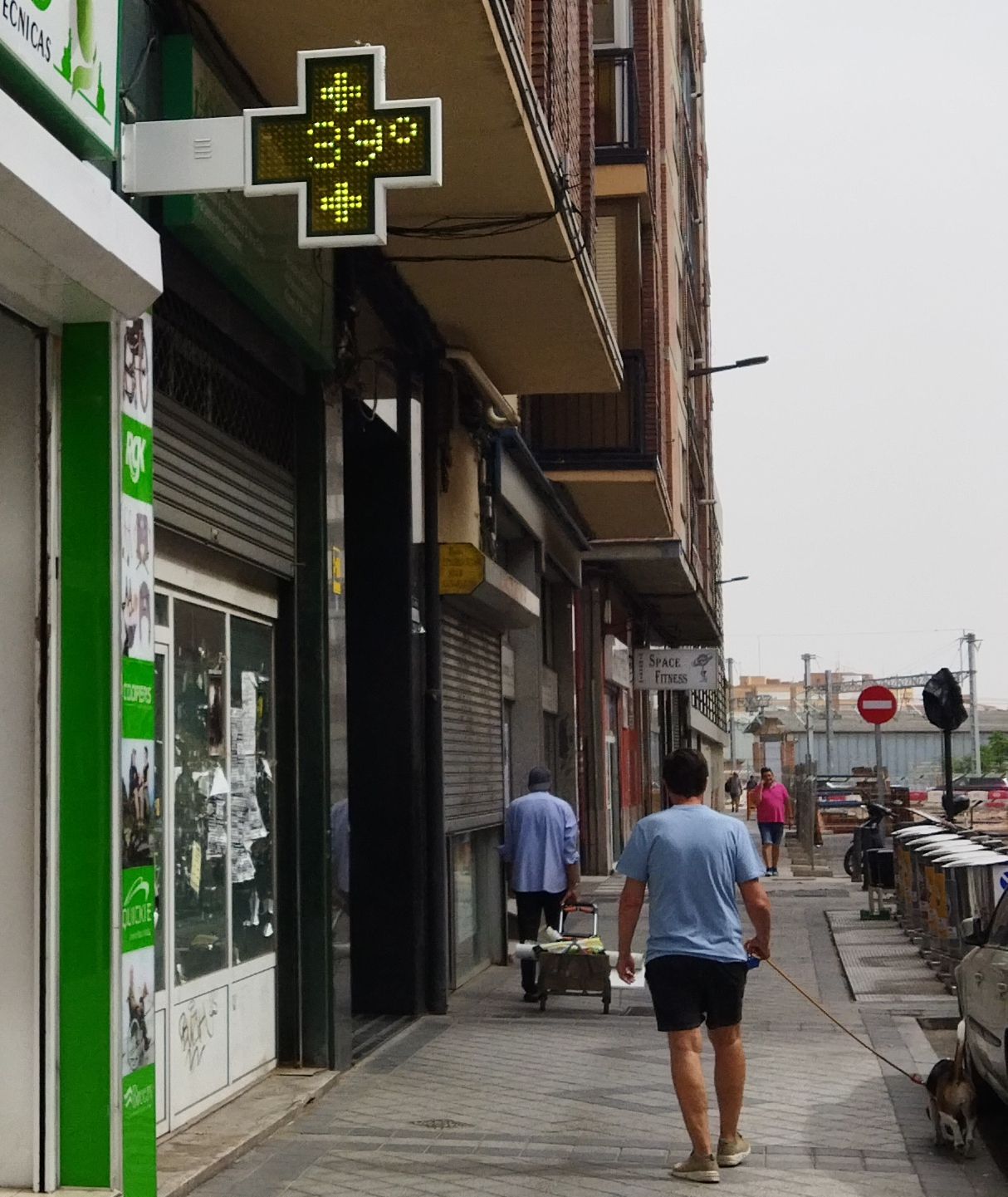
Термометр, показывающий +39 °C на улице в Вальядолиде 15 июня.

В период с 11 по 20 июня, по оценкам, 829 человек умерло от жары.

#### Июль
18 июля Институт здравоохранения Карлоса III сообщил о дополнительных 150 смертельных случаях 16 июля, связанных с жарой, в результате чего общее число погибших достигло 510 человек за июльский период.

### Польша
19 июня температура на западе Польши превысила +36 °C. В Слубице максимальная температура достигала +38,3 °C. Это соответствует рекорду самой высокой температуры июня (рекорд, установленный в 2019 году). В очередной раз температура достигла максимума к концу месяца. 30 июня 9 метеостанций зафиксировали рекордно высокие месячные температуры. Установление новых месячных рекордов также зафиксировано 1 июля. В Тарнуве температура достигла +37,7 °C, побив рекорд самой высокой температуры в июле. В городе Кросно зафиксирована температура +35,5 °C, что является самой высокой температурой для этой станции в целом.
22 июня в Щецине погиб годовалый мальчик, которого по ошибке оставили в машине. 24 июня в очереди машин на польско-украинской границе погиб мужчина. Его смерть наступила из-за перегрева. 26 июня в Плоньске от предполагаемого солнечного удара скончался мужчина.

### Португалия
В июле более 3000 гектаров были сожжены лесными пожарами в Лейрии, заблокировав часть автомагистрали A1, которая проходит от Порту до Лиссабона. В Алгарве вспыхнул пожар в городе Фару, который перекинулся на курорт Кинта-ду-Лагу. По данным Управления гражданской защиты, с начала лесных пожаров пострадали не менее 135 человек, около 800 человек были эвакуированы из своих домов. Погиб один пилот, когда его пожарный самолёт разбился в Вила-Нова-ди-Фош-Коа во время борьбы с лесными пожарами в этом регионе. По меньшей мере 238 человек погибли из-за жары, а позже количество раненых возросло до 187. К 17 июля Главное управление здравоохранения Португалии сообщило о суммарно 659 смертях, связанных с периодом сильной жары.
По состоянию на 18 июля, число смертей от аномальной жары в Португалии выросло до 1063.

### Франция
В июле 2022 года, по оценкам, в результате лесных пожаров в Жиронде сгорело, в общей сложности, более 10 000 гектаров (25 000 акров) леса, что привело к эвакуации более 12 000 человек.

### Хорватия
Тепловой купол, вызвавший экстремальные температуры на северо-западе Европы, ожидался в Хорватии с 21 по 24 июля. Пик температуры пришёлся на 23 июля, достигнув +38-39 °C в Загребе, Осиеке, Карловаце, Славонски-Броде и Книне. Самая высокая температура +39,4 °C была зафиксирована в Валпово. Температура выше +40 °C также была зафиксирована, но только на неофициальных метеостанциях. Жара закончилась в тот же день прохождением холодного фронта в континентальной части Хорватии, но высокие температуры фиксировались на юге страны, который страдает от засухи с 2021 года.

## Экономические последствия
По данным Bloomberg со ссылкой на аналитиков компании Rystad Energy, аномальная жара помешает европейским странам восстановить запасы газа перед зимой. Жара повлияла и на транспортное сообщение в Европе: на железных дорогах возможны задержки поездов или их отмены, приостановлены вылеты из некоторых аэропортов Великобритании.
Другими последствиями, зависящими и от природных стихийных бедствий, являются проблема в Италии со сбором урожая ввиду обмеления рек, а также проблемы в Германии по транспортировке угля из морских портов баржами на аврально выводимые из консервации электростанции (ввиду того же падения уровня воды в Рейне).